# Claude Martine Wade
Sir Claude Martine Wade (3 aprile 1794 – Bath, 21 ottobre 1861) è stato un militare e diplomatico britannico. Negli anni 1823-1840 fu agente politico del governatore generale per gli affari del Punjab e della Frontiera nord-occidentale. Gestì le relazioni tra britannici e importanti sovrani come il maharaja Ranjit Singh e Shah Shuja Durrani. Fu uno dei primi a "forzare il passo di Khyber".

## Famiglia
Claude Martine Wade nacque in Bengala nel 1794, figlio del tenente colonnello Joseph Wade e di sua moglie Maria Ross. Prese il nome di battesimo dal suo padrino, il maggior generale Claude Martin, che morì nel 1800 lasciando la sua immensa fortuna in beneficenza. Wade ebbe un figlio, Claude Fitzroy Wade, avvocato, e una figlia, Ellen Maud Welman.

## Carriera
Nel 1809 fu nominato cadetto del Bengal Army e nel 1821 divenne allievo ufficiale del Bengal Native Infantry. Nel 1812 prestò servizio nel Bundelkhand e nel 1815 nelle operazioni nel Gwalior e nell'Indore. Tra il 1817 e il 1819 combatté nella terza guerra anglo-maratha. Nel 1823 fu agente diplomatico a Ludhiana, subentrando al capitano Murray. Nel 1835 Wade fu incaricato delle relazioni con Ranjit Singh, del quale conquistò la fiducia. Contribuì notevolmente a trasformare le relazioni palesemente ostili dei due governi in uno stretto accordo.
Negli anni 1830 i britannici decisero di sostituire il sovrano dell'Afghanistan, Dost Mohammed Khan, con Shah Shuja Durrani. Un trattato tripartito del 1838 fu redatto tra i britannici, Shah Shujah Durrani e Ranjit Singh. Il sovrano di Lahore firmò il trattato il 26 giugno 1838, ma il governatore generale, Lord Auckland, prima di firmarlo, inviò la bozza a Shah Shuja Durrani a Ludhiana tramite Macnaughten, Wade e Mackeson. Shah Shuja Durrani si oppose a vari articoli del trattato, ma, ottenute alcune assicurazioni dal governo britannico, il 17 luglio 1838 la missione lasciò Ludhiana con il trattato firmato. Shah Shuja Durrani radunò un contingente di 6000 uomini e, con l'aiuto dei britannici e dei sikh, il 7 agosto 1839 si insediò sul trono afghano. Con la missione del 1838 a Peshawar, per unirsi all'esercito sikh con Shahzada Timur (figlio di Shah Shuja Durrani), Wade fu tra i primi a "forzare il passo Khyber".
Nel 1845 sposò Jane Selina Nicholl, figlia maggiore del capitano Thomas Nicholl del Bengal Horse Artillery. Lei e il figlio Claude FitzRoy gli sopravvissero. Nel 1848 fu nominato agente politico per la regione di Malwa.
Nel 1839, a Wade fu conferito il titolo di cavaliere e fu nominato compagno dell'Ordine del Bagno.